# Teresa Venerdì
Teresa Venerdì is een Italiaanse filmkomedie uit 1941 onder regie van Vittorio De Sica.

## Verhaal
Dr. Pietro Vignali is een rokkenjager met schulden. Hij verlooft zich met de dochter van een rijke zakenman. Hij neemt een baantje in een weeshuis, waar hij het 18-jarige weesmeisje Teresa Venerdì leert kennen. Zij worden verliefd op elkaar. De onbedorven Teresa lost bovendien alle problemen op van haar geliefde.

## Rolverdeling
| Acteur            | Personage              |
| ----------------- | ---------------------- |
| Adriana Benetti   | Teresa Venerdì         |
| Vittorio De Sica  | Dr. Pietro Vignali     |
| Anna Magnani      | Loletta Prima          |
| Irasema Dilián    | Lilli Passalacqua      |
| Virgilio Riento   | Antonio                |
| Elvira Betrone    | Hoofd van het weeshuis |
| Guglielmo Barnabò | Agostino Passalacqua   |
| Giuditta Rissone  | Anna                   |
| Nico Pepe         | Dr. Pasquale Grosso    |